# Marina Stefanoni
Marina Stefanoni, née le 30 novembre 2002 à Darien (Connecticut), est une joueuse professionnelle de squash représentant les États-Unis. Elle atteint en juin 2025 la 25e place mondiale sur le circuit international, son meilleur classement.

## Biographie
Marina Stefanoni naît le 30 novembre 2002 à Darien dans une famille de cinq enfants.
Ses parents se sont rencontrés dans un cours d'art de la Renaissance à Harvard quand elle était en première année et lui en terminale. Chris était un sprinteur et un lanceur de javelot, et Peggy, qui a grandi au Guatemala, était, de son propre aveu, une joueuse de squash médiocre. Chris a commencé le jeu de façon récréative alors qu'il était à la Harvard Business School et est maintenant l'entraîneur principal de Marina.
Marina Stefanoni établit des records de précocité en remportant en 2013, à peine une année après ses débuts au squash, le titre national des moins de 11 ans puis après deux titres nationaux consécutifs en moins de 13 ans, elle devient à treize ans le plus jeune championne nationale des moins de dix-neuf ans.
Elle obtient une wild-card pour le tournoi des Champions 2018 devenant la plus jeune participante de l'histoire du jeu. Grâce à cette participation, elle suscite l’intérêt des médias américains et fait l'objet d'un article du prestigieux The New York Times. En 2019, elle remporte le convoité British Junior Open en moins de dix-sept ans, première Américaine depuis douze ans.

## Palmarès

### Titres
- Open de Richmond 2025

### Finales
- Chestnut Hill Classic : 2024
- Championnats du monde par équipes : 2024